# Bolotinaïta
La bolotinaïta és un mineral de la classe dels silicats que pertany al grup de la sodalita. Rep el nom en honor de la doctora russa Nadezhda Borisovna Bolotina (n. 1949), cristal·lògrafa i química de cristalls.

## Característiques
La bolotinaïta és un silicat de fórmula química (Na₇◻)(Al₆Si₆O24)F·4H₂O. Va ser aprovada com a espècie vàlida per l'Associació Mineralògica Internacional l'any 2021, sent publicada en el mes d'agost de 2022. Cristal·litza en el sistema isomètric.
L'exemplar que va servir per a determinar l'espècie, el que es coneix com a material tipus, es troba conservat a les col·leccions del Museu Mineralògic Fersmann, de l'Acadèmia de Ciències de Rússia, a Moscou (Rússia), amb el número de registre: 5754/1.

## Formació i jaciments
Va ser descoberta a les pedreres d'In den Dellen, situades a Mendig, al districte de Mayen-Koblenz (Renània-Palatinat, Alemanya), on es troba majoritàriament com a interpenetracions aïllades de cristalls maclats sobre (111) de fins a 1,3 mm de llarg. Aquestes pedreres alemanyes són l'únic indret de tot el planeta on ha estat descrita aquesta espècie mineral.